# Bitwa pod Delisi
Bitwa pod Delisi (jap. 得利寺の戦い  Tokuri-ji no tatakai; znana też jako bitwa pod Wafangou) – starcie zbrojne, które miało miejsce w dniach 14–15 czerwca 1904 koło chińskiej osady Wafangou (ok. 235 km na północny wschód od Port Artur) w trakcie wojny rosyjsko-japońskiej (1904–1905).
Po zajęciu przez Japończyków Jinzhou 26 maja 1904 i zagrożenia twierdzy Port Artur, generał Aleksy Kuropatkin, na polecenie z Petersburga, nakazał I Korpusowi Syberyjskiemu pod dowództwem gen. Georgorija K. Stakelberga (ok. 27 tys. piechoty, 2,5 tys. kawalerii i 98 dział polowych) przejść z rejonu Yingkou - Gaiping na południe, wzdłuż linii kolejowej do Port Artura, i rozpocząć działania zmierzające do odzyskania Jinzhou. 
Po uzyskaniu wiadomości przez I Korpus rosyjski o marszu na północ sił 2. Armii japońskiej gen. Yosukaty Oku (ok. 36 tys. piechoty, 2 tys. kawalerii i 216 dział polowych) wojska rosyjskie zajęły pozycje obronne 4 km od Wafangou (w rejonie stacji na Kolei Wschodniochińskiej), na południe od miasta Delisi.
Oku uderzył siłami 3. i 5. Dywizji wzdłuż linii kolejowej, a 4. Dywizji nakazał natarcie na prawym skrzydle, doliną rzeki Fuchou. Dużą rolę grała liczniejsza i celniejsza artyleria japońska. Siły rosyjskie, rozdzielone rzeką Fuchou, nie wykorzystały zalet obronnej pozycji na wzgórzach, a ich kontrataki były nie dość zdecydowane.
Akcję przesądziło zdecydowane natarcie 5. Dywizji japońskiej 15 czerwca i groźba okrążenia z prawego skrzydła; oddziały rosyjskie wycofały się na północ, na Gaiping. Przegrana bitwa była rezultatem opóźnionego manewru wojsk gen. Stakelberga i jego sztabu, a także dowódcy armii gen. Kuropatkina.
Zwycięstwo zakończyło działania ofensywne armii rosyjskiej i pozwoliło Japończykom przystąpić do oblężenia twierdzy Port Artur.